# Marino Mastrangeli
Marino Germano Mastrangeli (Lecco, 26 ottobre 1971) è un politico italiano.

## Biografia
Nato a Lecco, vive a Cassino (FR) ed è stato dipendente del Ministero dell'Interno (come assistente capo della Polizia di Stato) dal 1990 al 2007 quando, a causa di un infortunio sul lavoro, è stato collocato a riposo.
Nel 2012 inizia l'attività politica nel Movimento 5 Stelle candidandosi alle elezioni comunali di Frosinone, ma non viene eletto.
Nel dicembre 2012 si è candidato alle "parlamentarie" del Movimento 5 Stelle classificandosi, con 64 preferenze, all'ottavo posto nella lista del Lazio 2, ma passando poi, contestualmente alla formazione della lista unica per l'intero Lazio, in quarta posizione per il Senato perché over 40.
Alle elezioni politiche del 2013 è stato infatti eletto senatore della XVII Legislatura nella circoscrizione Lazio.
A causa delle sue partecipazioni a programmi televisivi come Pomeriggio Cinque su Canale 5, L'arena su Rai 1, Agorà su Rai 3, Quinta Colonna su Rete 4 e L'aria che tira su La7, viene espulso dal Movimento 5 Stelle, poiché tali partecipazioni ne violerebbero il regolamento interno.
L'espulsione viene assunta nel corso di un'assemblea dei gruppi parlamentari del movimento il 22 aprile 2013 e confermata il 30 aprile da una votazione online che ha visto favorevoli l'88,8% dei votanti, pari a 17.177 "sì" su 19.341 partecipanti (su 48.292 iscritti aventi diritto).
In seguito a questo risultato Mastrangeli ha attivato i suoi legali per contestare in sede giudiziaria tale decisione.
Mastrangeli, infatti, sostiene di aver fatto solamente interviste one-to-one e non partecipazioni a talk show e ha giudicato l'espulsione illegittima, definendola «un atto da Corea del Nord» in un'intervista alla trasmissione radiofonica Un giorno da pecora, ha inoltre definito il suo ex capogruppo Vito Crimi come «peggio di Kim Jong-un».
Il 2 ottobre 2013, insieme alle colleghe senatrici ex M5S Fabiola Anitori, Adele Gambaro e Paola De Pin, vota la fiducia al Governo Letta.
Oltre ad aver contestato la restituzione della diaria appena eletto, a Palazzo Madama è stato produttivamente assente (314° su 315), con  nessun atto come primo firmatario e a processo per abuso edilizio.